# Philogène Auguste Galilée Wytsman
Philogène Auguste Galilée Wytsman (Bruxelles, 1866 – Bruxelles, 1925) è stato un entomologo, ornitologo e editore belga.

## Opere
Wytsman è noto soprattutto per essere stato l'editore delle collane "Genera Avium" e "Genera Insectorum". 

### Genera Avium
I 26 numeri di Genera Avium sono usciti fra il 1905 e il 1914, editi a Bruxelles da V. Verteneuil e L. Desmet. Sono stati scritti da autorevoli ornitologi europei e britannici. Lo stesso Wytsman è stato l'autore della monografia dedicata alla famiglia dei Todidae.

### Genera Insectorum
Genera Insectorum, composta di 219 monografie, è stata pubblicata dal 1902 al 1970 a Bruxelles da V. Verteneuil e L. Desmet.